# Adam Krzemiński

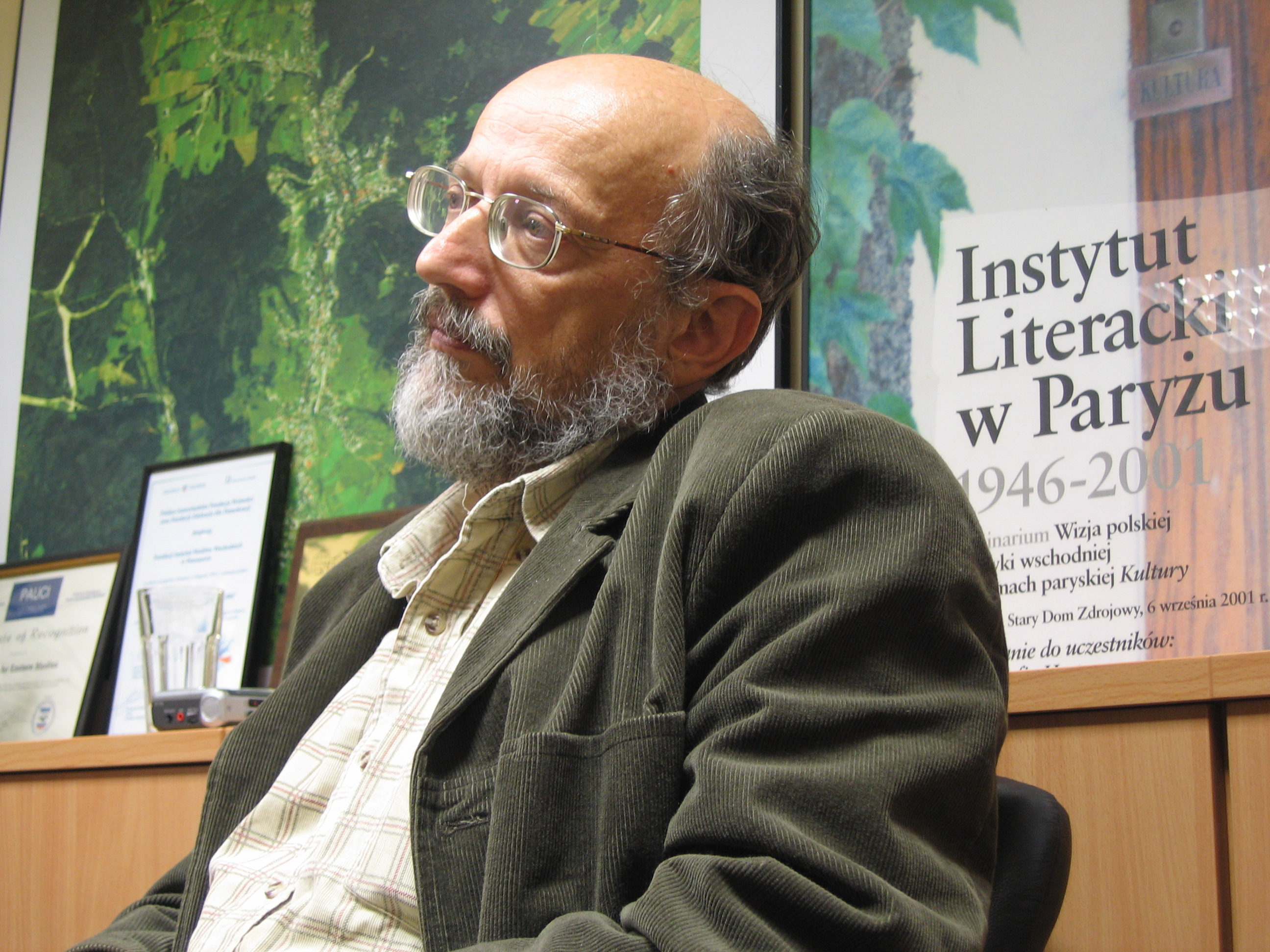
Adam Krzemiński (2005)

Adam Krzemiński (* 27. Januar 1945 in Radecznica, Powiat Zamojski) ist ein polnischer Journalist und Publizist.

## Leben
Krzemiński studierte Germanistik an der Universität Warschau und der Universität Leipzig. Nach dem Studium begann er seine journalistische Tätigkeit. Seit 1973 ist er Redakteur des polnischen politischen Wochenmagazins Polityka. Er berichtet über Themen der deutschen Geschichte und Gesellschaft. Er gilt in Polen als einer der herausragenden Kenner Deutschlands. Krzemiński war u. a. Gastredakteur der Zeit.

## Auszeichnungen
- Goethe-Medaille für seine Verdienste um die deutsch-polnische Verständigung (1993)
- Essayistik-Preis des polnischen P.E.N. (1996)[2]
- Großes Bundesverdienstkreuz (1999)[3]
- Viadrina-Preis (2006)[4]
- Samuel-Bogumil-Linde-Preis, mit Karl Schlögel (2010)

## Werke
- mit Gunter Hofmann: Schuld & Sühne und Stolz & Vorurteil – Polen und Deutsche. Essays. Fotos von Dirk Reinartz und Łukasz Trzciński. Edition.fotoTAPETA, Berlin u. a. 2007, ISBN 978-3-940524-00-3.
- Deutsch-Polnische Verspiegelung. Essays. Holzhausen, Wien 2001, ISBN 3-85493-044-5.
- Polen im 20. Jahrhundert. Ein historischer Essay. C. H. Beck, München 1993, ISBN 3-406-34068-7.